# Pantalla sempre activa

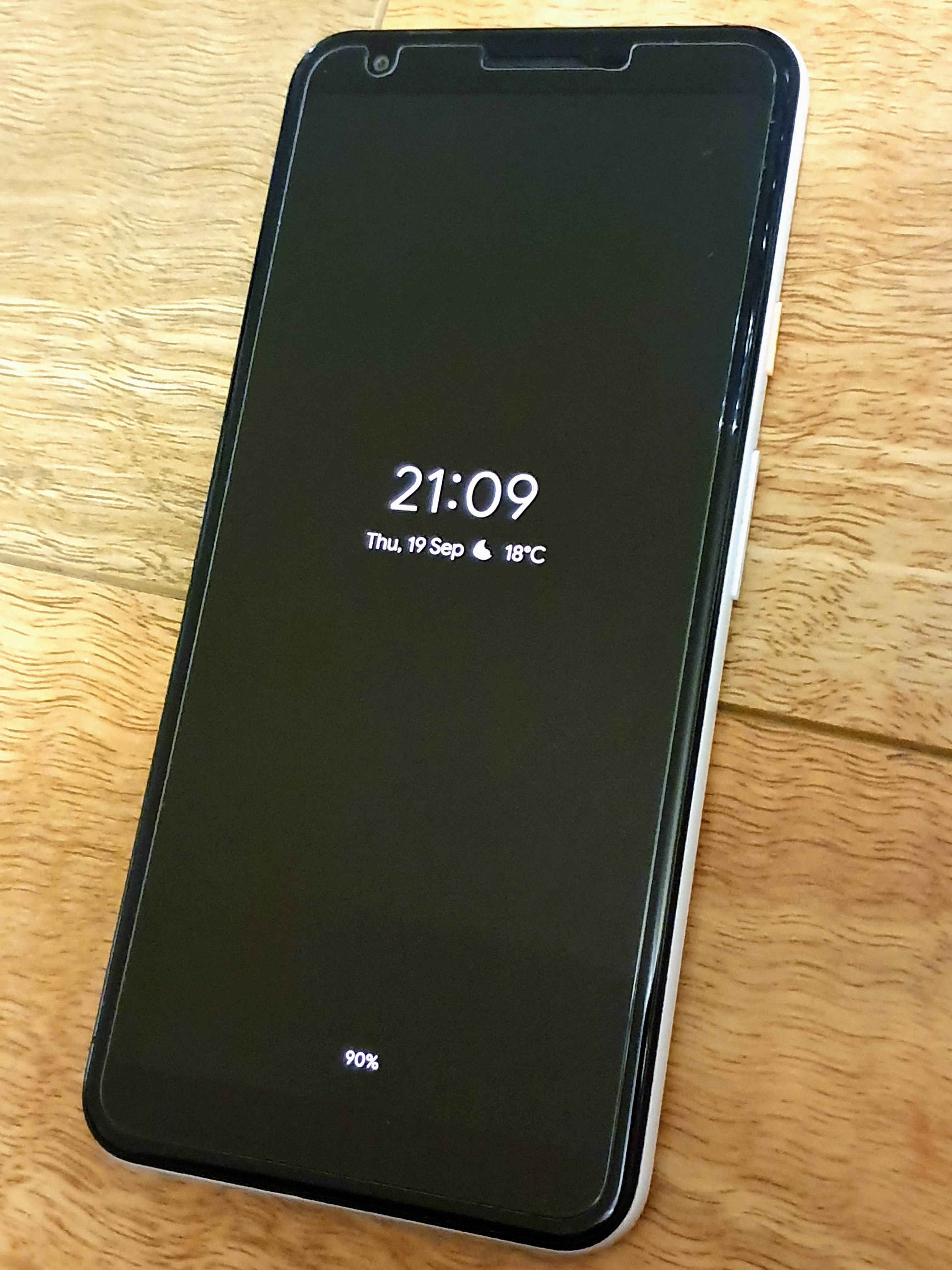
Un Pixel 3a XL que mostra la seva pantalla sempre activa

Una pantalla sempre activa (AOD) és una funció del telèfon intel·ligent que fa que el dispositiu continuï mostrant informació limitada mentre el telèfon està en adormit. Està disponible àmpliament als telèfons Android i està disponible als iPhones d'Apple des de l'iPhone 14 Pro. En alguns dispositius Android, la funció de vegades s'anomena Ambient Display (Google Pixel) o Active Display. en funció de la seva implementació i comportament. Segons el disseny del telèfon, pot ser un substitut o complementari a una altra característica, com ara el LED de notificació.

## Visió general
Un dispositiu amb AOD habilitat manté una part limitada de la pantalla encesa durant el mode de repòs. Una pantalla Always On Display pot mostrar un conjunt de notificacions push recents en lloc d'un to de notificació o un senyal LED, així com informació com ara l'hora, la data i l'estat de la bateria del dispositiu; sovint també es poden configurar per mostrar diversos tipus de notificacions a mesura que arriben, o salvapantalles.
Diversos dispositius tenen un comportament diferent per a aquesta funció. Alguns telèfons tindrien la pantalla apagada fins que arribin noves notificacions, i la pantalla estaria activa durant uns segons o romandria encesa fins que l'usuari interacciona amb el dispositiu per llegir o descartar la notificació (essencialment, tenint tota la pantalla que serveixi com a LED de notificació més gran); d'altres, en canvi, tenen la pantalla del telèfon activada quan detecta una entrada, com ara ser agafat o amb la qual s'interacciona la pantalla. Aquestes versions sovint s'anomenen pantalles ambientals, en contrast amb les pantalles "veritables" sempre enceses, on almenys una part de la pantalla roman activada en tot moment. De nou, depenent del fabricant, és possible que no totes les aplicacions siguin compatibles per mostrar notificacions amb aquesta funció; només poden ser compatibles les aplicacions pròpies o les populars.

## Història
Aquesta tecnologia va ser introduïda per primera vegada per Nokia al Nokia N70 i al Nokia 6303 (a la pantalla TFT el 2008), i més àmpliament adoptada amb els seus telèfons Symbian AMOLED de nova generació el 2010 (el Nokia N8, C7, C6-01 i E7). La funcionalitat posterior es va actualitzar amb l'aplicació Nokia Sleeping Screen per a l'última generació de telèfons intel·ligents Symbian (Nokia 808 i altres) amb funcions com la pantalla d'espera personalitzada des de qualsevol imatge i dos temes per al disseny de notificacions. Es va convertir en una característica estàndard a la majoria de telèfons Windows Lumia de Nokia el 2013, combinat amb l'aplicació Nokia Glance Screen. Des de llavors, la funció s'ha fet més àmpliament disponible als telèfons Android. Apple té la funció des de l'Apple Watch Series 5 (2019) i a l'iPhone 14 Pro el 2022.

## Impacte a la bateria
La funció Always On Display consumeix energia, tot i que els telèfons de la sèrie Samsung Galaxy S7 i els telèfons posteriors que van fer popular la funció estan construïts amb pantalles AMOLED que apaguen píxels negres. A les pantalles de telèfons AMOLED actuals, és cert que només cal activar uns quants píxels, però cal moure'ls per evitar que es cremin els píxels. Els colors, els sensors i els processadors consumeixen energia mentre s'utilitza l'AOD, la qual cosa comporta un consum addicional d'aproximadament un 3% de bateria.